# متیلن‌دی‌اکسی‌متیل‌فنترامین
متیلن‌دی‌اکسی‌متیل‌فنترامین (به انگلیسی: Methylenedioxymethylphentermine) با فرمول شیمیایی C۱۲H۱۷NO۲ یک ترکیب شیمیایی است. که جرم مولی آن ۲۰۷٫۲۶۹ g/mol می‌باشد.